# Šimonka
Šimonka (1092 m n. m.) je zalesněná hora v severní části Slanských vrchů. Nachází se nad vsí Zlatá Baňa přibližně 15 km východojihovýchodně od Prešova a 16 km západoseverozápadně od Vranova nad Topľou. Vrcholem hory prochází hranice mezi okresem Prešov a okresem Vranov nad Topľou. Šimonka je nejvyšším bodem Slanských vrchů a celého geomorfologického celku Matransko-slanská oblast. Z vrcholu je krásný výhled na sever, východ a západ. Bývají vidět i Vysoké Tatry a Kráľova hoľa. Na jihovýchodním úbočí hory se nachází Národní přírodní rezervace Šimonka. Na Šimonku vede žlutá značka ze sedla Grimov laz.